# Сен-Жорж-де-Кото
Сен-Жорж-де-Кото́ (фр. Saint-Georges-des-Coteaux) — коммуна во Франции, находится в регионе Пуату — Шаранта. Департамент коммуны — Шаранта Приморская. Входит в состав кантона Сент-Запад. Округ коммуны — Сент.
Код INSEE коммуны — 17336.

## Население
Население коммуны на 2010 год составляло 2560 человек.
| 1962 | 1968 | 1975 | 1982 | 1990 | 1999 | 2010 |
| ---- | ---- | ---- | ---- | ---- | ---- | ---- |
| 851  | 880  | 1275 | 1780 | 1912 | 2031 | 2560 |